# Henrik Thunman
Henrik Thunman, född 1970, är en svensk ingenjör och professor vid avdelningen för energiteknik, institutionen för rymd-, geo- och miljövetenskap vid Chalmers Tekniska Högskola.
Thunman disputerade 2001 på en avhandling om förbränning av fasta bränslen, Principles and Models of Solid Fuel Combustion.
I sin forskning studerar han förbrännings och förgasningsprocesser med syfte kan minska klimatpåverkan, till exempel genom att ersätta fossila drivmedel med avancerade biodrivmedel, öka verkningsgraden i existerande förbränningsanläggningar och för att återvinna material. 
Under perioden 2005-2018 var han ansvarig för den vetenskapliga utvärderingen  av Gobigas-projektet, vilken var ett omfattande forskningsprojekt som låg parallellt med demonstrationsprojektet och resulterade en ett stort antal vetenskapliga artiklar som är sammanfattade i rapporten GoBiGas demonstration – a vital step for a large-scale transition from fossil fuels  to advanced biofuels and electrofuels. 
Thunman invaldes i Kungliga Ingenjörsvetenskapsakademien 2016.